# J. Robert Dorfman
Jay Robert Dorfman (* 20. Mai 1937 in Pittsburgh, Pennsylvania) ist ein US-amerikanischer theoretischer Physiker, der auf dem Gebiet der statistischen Mechanik arbeitet.

## Leben
Dorfman studierte an der Johns Hopkins University, erwarb dort 1957 seinen Bachelor-Grad in Chemie und wurde 1961 mit einer Arbeit zur statistischen Mechanik des Nichtgleichgewichts Theories of Linear Response for Transport Coefficients promoviert. Anschließend ging er als Post-Doktorand für drei Jahre an die Rockefeller University in New York City, wo er Mitarbeiter von Theodore H. Berlin und E.G.D. Cohen war und mit Cohen eine Reihe vielzitierter Aufsätze publizierte. 1964 wechselte er an die University of Maryland in College Park. Dort war er zunächst Assistant Professor, 1972 wurde er ordentlicher Professor. Er hatte verschiedene Verwaltungsfunktionen an der University of Maryland, so war er von 1983 bis 1992 Direktor des Institute for Physical Science and Technology.
Hauptarbeitsgebiete von Dorfman waren die Anwendung von Methoden der statistischen Mechanik für das Nichtgleichgewicht (z. B. der Boltzmann-Gleichung) zur Berechnung der Transporteigenschaften von klassischen Modellsystemen in zwei und drei Dimensionen (darunter das Modell harter Scheiben bzw. Modell harter Kugeln) bei unterschiedlicher Teilchendichte sowie die Anwendung von Konzepten aus der Theorie dynamischer Systeme, wie sie aus der Chaosforschung und der Theorie der Fraktale bekannt sind, auf Transporterscheinungen in Fluiden im Nichtgleichgewichtszustand. 1977 wurde Dorfman Fellow der American Physical Society. 2002 wurde er zum Fellow der American Association for the Advancement of Science gewählt.

## Schriften (Auswahl)
- J. R. Dorfman, E. G. D. Cohen: Difficulties in the Kinetic Theory of Dense Gases. In: Journal of Mathematical Physics. Band 8, 1967, S. 282, doi:10.1063/1.1705194.
- J. R. Dorfman, E. G. D. Cohen: Velocity Correlation Functions in Two and Three Dimensions. In: Physical Review Letters. Band 25, Nr. 18, 1970, S. 1257–1260, doi:10.1103/PhysRevLett.25.1257.
- Joseph Kestin, J. R. Dorfman: A Course in Statistical Thermodynamics. Academic Press, 1971, ISBN 978-0-12-405350-2, S. 577.
- J. R. Dorfman, E. G. D. Cohen: Velocity-Correlation Functions in Two and Three Dimensions: Low Density. In: Physical Review A. Band 6, Nr. 2, 1972, S. 776–790, doi:10.1103/PhysRevA.6.776.
- J. R. Dorfman, E. G. D. Cohen: Velocity-Correlation Functions in Two and Three Dimensions: II. Higher Density. In: Physical Review A. Band 12, Nr. 1, 1975, S. 292–316, doi:10.1103/PhysRevA.12.292.
- J. R. Dorfman: An Introduction to Chaos in Nonequilibrium Statistical Mechanics. Cambridge University Press, Cambridge 1999, ISBN 0-521-65589-7, S. 287.
- R. van Zon, H. van Beijeren, J. R. Dorfman: Kinetic Theory of Dynamical Systems. In: J. Karkheck (Hrsg.): Dynamics: Models and Kinetic Methods for Non-equilibrium Many Body Systems (= NATO Science Series, Series E). Band 371. Springer, Dordrecht 2002, ISBN 978-0-7923-6554-9, S. 131–168.
- J. R. Dorfman: Chaotic Dynamics in Nonequilibrium Statistical Mechanics. In: Robert A. Meyers (Hrsg.): Encyclopedia of Complexity and Systems Science. Springer, New York 2009, ISBN 978-0-387-75888-6.